# Теорема Вариньона (механика)

Пояснение к теореме Вариньона

Теоре́ма Вариньо́на — одна из теорем механики, устанавливающая равенство между суммой моментов сил данной системы и моментом их равнодействующей силы относительно какого-либо центра или оси. Сформулирована для сходящихся сил Пьером Вариньоном в 1687, либо, ещё раньше, Симоном Стевином.

Теорема Вариньона:
| Если система сил, приложенных к абсолютно твердому телу, имеет равнодействующую, то момент равнодействующей относительно произвольного центра (оси) равен сумме моментов всех сил системы относительно того же центра (оси). |

Векторная запись теоремы: {\displaystyle {\bar {L}}_{O}=\sum \limits _{k=1}^{N}({\bar {r}}\times {\bar {F}}_{k})={\bar {r}}\times \sum \limits _{k=1}^{N}{\bar {F}}_{k}={\bar {r}}\times {\bar {R}}}.